# Guihaia (revista)
Guihaia, (abreujat Guihaia), és una revista il·lustrada amb descripcions botàniques que és editada a Yanshan, Guilin des de l'any 1981 fins ara.